# Línea 1 (Urbanos de Navalcarnero)
La línea 1 de la red de autobuses urbanos de Navalcarnero une La Dehesa con El Pinar.

## Características
Es la única línea urbana del municipio.
La línea circula exclusivamente por el término municipal de Navalcarnero. Como bien se expresa en la numeración interna del CRTM, recibe el número 1096. El primer dígito corresponde a la línea, en este caso la línea 1. Y los últimos tres dígitos corresponden al municipio por el que circula, en este caso 096 corresponde al municipio de Navalcarnero.
La línea mantiene los mismos horarios todo el año (exceptuando las vísperas de festivo y festivos de Navidad).
Está operada por Arriva Madrid mediante la concesión administrativa VCM-501 - Madrid – Batres (Viajeros Comunidad de Madrid) del Consorcio Regional de Transportes de Madrid.

## Horarios
| Todos los días                          |                      |                      |                      |                      |                      |                      |                      |                      |                      |                      |                      |                      |                      |                      |                      |                      |                      |                      |                      |                      |                      |                      |                      |                      |                      |                      |                      |                      |                      |                      |                      |                      |                      |
| La Dehesa > El Pinar                    | La Dehesa > El Pinar | La Dehesa > El Pinar | La Dehesa > El Pinar | La Dehesa > El Pinar | La Dehesa > El Pinar | La Dehesa > El Pinar | La Dehesa > El Pinar | La Dehesa > El Pinar | La Dehesa > El Pinar | La Dehesa > El Pinar | La Dehesa > El Pinar | La Dehesa > El Pinar | La Dehesa > El Pinar | La Dehesa > El Pinar | La Dehesa > El Pinar | La Dehesa > El Pinar | El Pinar > La Dehesa | El Pinar > La Dehesa | El Pinar > La Dehesa | El Pinar > La Dehesa | El Pinar > La Dehesa | El Pinar > La Dehesa | El Pinar > La Dehesa | El Pinar > La Dehesa | El Pinar > La Dehesa | El Pinar > La Dehesa | El Pinar > La Dehesa | El Pinar > La Dehesa | El Pinar > La Dehesa | El Pinar > La Dehesa | El Pinar > La Dehesa | El Pinar > La Dehesa | El Pinar > La Dehesa |
| 06                                      | 07                   | 08                   | 09                   | 10                   | 11                   | 12                   | 13                   | 14                   | 15                   | 16                   | 17                   | 18                   | 19                   | 20                   | 21                   | 22                   | 06                   | 07                   | 08                   | 09                   | 10                   | 11                   | 12                   | 13                   | 14                   | 15                   | 16                   | 17                   | 18                   | 19                   | 20                   | 21                   | 22                   |
| 30LV                                    | 00LV 30              | 00 30                | 00 30                | 00 30                | 00 30                | 00 30                | 00 30                | 00 30                | 00 30                | 00 30                | 00 30                | 00 30                | 00 30                | 00 30                | 00 30                | 00 30                | 30LV                 | 00LV 30              | 00 30                | 00 30                | 00 30                | 00 30                | 00 30                | 00 30                | 00 30                | 00 30                | 00 30                | 00 30                | 00 30                | 00 30                | 00 30                | 00 30                | 00 30                |
| LV - Sólo de lunes a viernes laborables |                      |                      |                      |                      |                      |                      |                      |                      |                      |                      |                      |                      |                      |                      |                      |                      |                      |                      |                      |                      |                      |                      |                      |                      |                      |                      |                      |                      |                      |                      |                      |                      |                      |

## Recorrido y paradas

### Sentido El Pinar
| Código | Zona | Localidad    | Denominación de parada                      | Líneas de la parada         |
| ------ | ---- | ------------ | ------------------------------------------- | --------------------------- |
| 17936  |      | Navalcarnero | Av. Dehesa - Jaras                          | 1                           |
| 17935  |      | Navalcarnero | Av. Dehesa - Ganadería                      | 1                           |
| 17934  |      | Navalcarnero | Av. Dehesa - Av. Marí Martín                | 1                           |
| 21339  |      | Navalcarnero | Arcángel Gabriel - Av. Mari Martín          | 538 1                       |
| 18438  |      | Navalcarnero | Arcángel Gabriel - Av. Ermita San Juan      | 531 531A 538 1              |
| 18440  |      | Navalcarnero | Camino Casarrubios - Parque Feliciano Hdez. | 1                           |
| 11683  |      | Navalcarnero | Ronda de San Juan - Río Tajo                | 528 529H 531 531A 535 538 1 |
| 08965  |      | Navalcarnero | Ronda de San Juan - P.º de la Estación      | 528 529H 531A 535 1         |
| 08964  |      | Navalcarnero | Buenavista - Pijorro                        | 528 529H 530 531A 535 1     |
| 08956  |      | Navalcarnero | Camino Molino - Parque San Sebastián        | 530 1                       |
| 08959  |      | Navalcarnero | Félix Colomo - Ronda Concejo                | 530 1                       |
| 11517  |      | Navalcarnero | San Roque - Av. Doña Mariana de Austria     | 530 1                       |
| 17593  |      | Navalcarnero | Estrella - Luna                             | 529 529A 539 1              |
| 15321  |      | Navalcarnero | Estrella - C. C. El Olivar                  | 529 529A 539 1              |
| 16794  |      | Navalcarnero | Félix Serrano del Real - San Damián         | 529 529A 539 1              |
| 08950  |      | Navalcarnero | Constitución - Félix Serrano del Real       | 528 529 529A 531 531A 539 1 |
| 08949  |      | Navalcarnero | Trillo - Charcones                          | 528 531 531A 1              |
| 08951  |      | Navalcarnero | Camino Casarrubios - P.º Alparrache         | 528 531 531A 1              |
| 16795  |      | Navalcarnero | P.º Alparrache - Ronda San Juan             | 529H 538 1                  |
| 18187  |      | Navalcarnero | C.º Arroyo La Dehesa - P.º Alparrache       | 529H 538 1                  |
| 18189  |      | Navalcarnero | Víctimas del Terrorismo - Colegio           | 529H 538 1                  |
| 20775  |      | Navalcarnero | Labrador - Cafarnaún                        | 529H 538 1                  |
| 20773  |      | Navalcarnero | Labrador - Betsaida                         | 529H 538 1                  |
| 16801  |      | Navalcarnero | Labrador - Pino Silvestre                   | 1                           |

### Sentido La Dehesa
| Código | Zona | Localidad    | Denominación de parada                       | Líneas de la parada         |
| ------ | ---- | ------------ | -------------------------------------------- | --------------------------- |
| 16801  |      | Navalcarnero | Labrador - Pino Silvestre                    | 1                           |
| 20772  |      | Navalcarnero | Labrador - Betsaida                          | 529H 538 1                  |
| 20774  |      | Navalcarnero | Labrador - Cafarnaún                         | 529H 538 1                  |
| 18190  |      | Navalcarnero | Víctimas del Terrorismo - Residencia         | 529H 538 1                  |
| 18188  |      | Navalcarnero | C.º Arroyo La Dehesa - Dehesa de Mari Martín | 529H 538 1                  |
| 16796  |      | Navalcarnero | P.º Alparrache - Camino Bastos               | 529H 538 1                  |
| 08952  |      | Navalcarnero | Camino Casarrubios - Plaza de Toros          | 528 531 531A 1              |
| 15323  |      | Navalcarnero | San Damián - Felix Serrano del Real          | 529 529A 539 1              |
| 15322  |      | Navalcarnero | Estrella - Tvra. San Roque                   | 529 529A 539 1              |
| 15320  |      | Navalcarnero | Estrella - Luna                              | 529 529A 539 1              |
| 08960  |      | Navalcarnero | Ronda Concejo - Pozo Concejo                 | 530 1                       |
| 08955  |      | Navalcarnero | Camino del Molino - Jacinto González         | 530 1                       |
| 08963  |      | Navalcarnero | Buenavista - Ayuntamiento                    | 528 529H 530 531A 535 1     |
| 08966  |      | Navalcarnero | Ronda de San Juan - Buenavista               | 528 529H 531 531A 535 538 1 |
| 11684  |      | Navalcarnero | Ronda de San Juan - Río Tajo                 | 528 529H 531 531A 535 538 1 |
| 18439  |      | Navalcarnero | Camino Casarrubios - Parque Feliciano Hdez.  | 1                           |
| 18437  |      | Navalcarnero | Arcángel Gabriel - Av. Ermita San Juan       | 531 531A 538 1              |
| 17933  |      | Navalcarnero | Av. Dehesa - Av. Marí Martín                 | 1                           |
| 17931  |      | Navalcarnero | Av. Dehesa - Ganadería                       | 1                           |
| 17929  |      | Navalcarnero | Av. Dehesa - Jaras                           | 1                           |